# Gabriel Miranda
Gabriel Miranda   (Montevideo, 20 d'agost de 1968) és un exfutbolista veneçolà de la dècada de 1990.
Fou 17 cops internacional amb la selecció de Veneçuela.
Pel que fa a clubs, fou jugador, entre d'altres, de Caracas FC.